# Jons Kapel

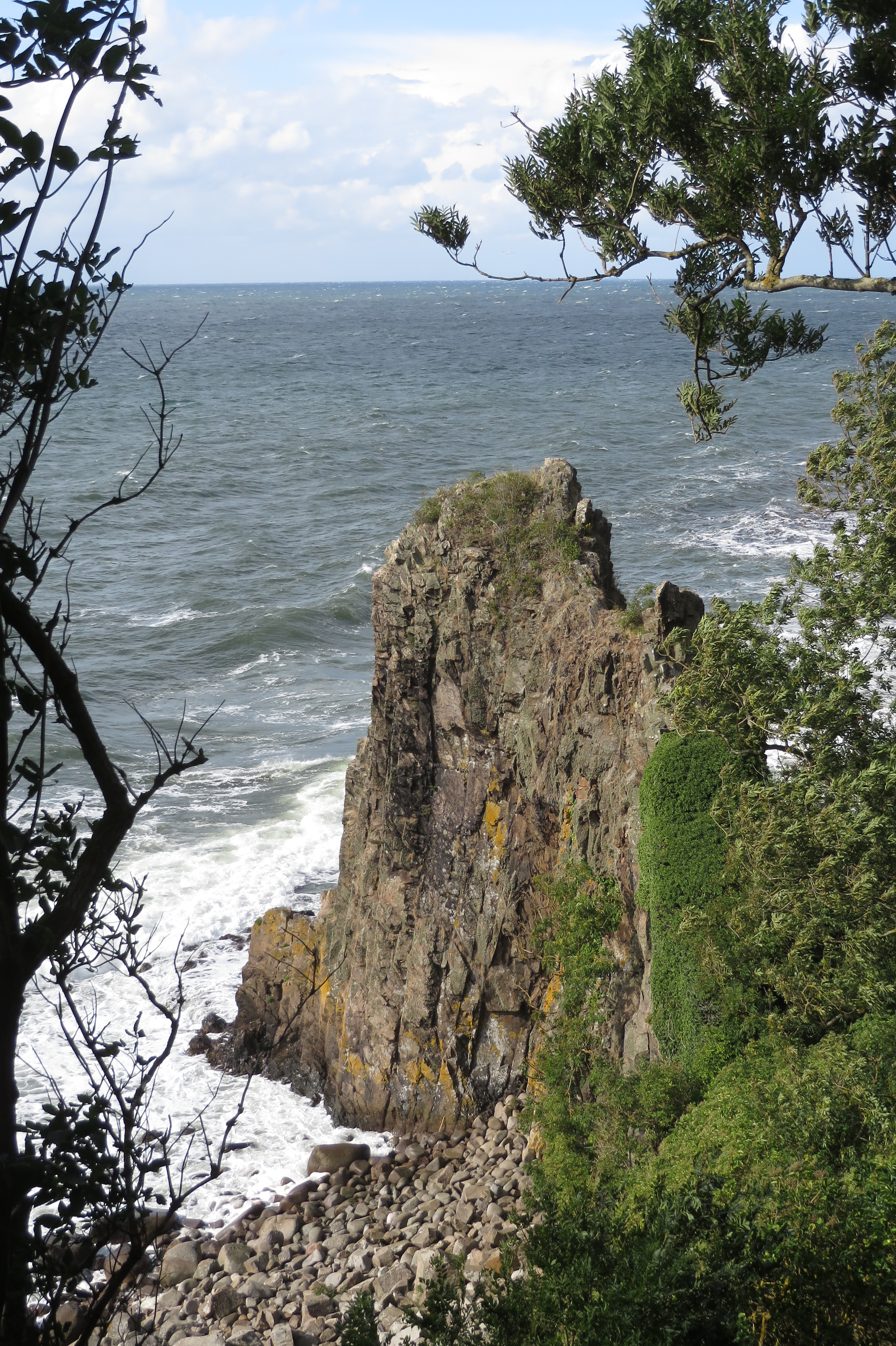
Felsformation Jons Kapel

Jons Kapel („Johns Kapelle“) ist eine Felsformation an der Bornholmer Westküste, etwa 7 Kilometer nördlich von Hasle gelegen. Die Felsformationen sind das Ergebnis von Wellen, die zu einer Zeit, als der Meeresspiegel deutlich höher lag als jetzt, gegen den Fels schlugen. Die Klippen sind etwa 41 Meter hoch. Die Klippen sind nach einem Eremiten benannt, der die Höhlen dort bewohnt haben soll. Johns Höhlen sind vom Strand unterhalb der Felsen sichtbar.

## Geographie
Die Felsklippen von Jons Kapel, die einen Ausblick über die Westküste der Insel geben, können vom Parkplatz am Jons Kapelvej durch eine steile Treppe entlang eines kleinen Baches, genannt Askebækken, erreicht werden. Jons Kapel kann vom Strand aus gesehen werden, nördlich der Stelle, an der der Pfad die Küste erreicht. Die Felsen bestehen aus Vanggranit, benannt nach dem nördlich gelegenen Fischerdorf Vang. In den Felsen gibt es mehrere Höhlen. Johns Höhle ist hoch über dem Meer. Nördlich der Höhle gibt es eine nahezu senkrechte Felswand, bekannt als Hvidkleven („Weißes Kliff“). Die etwas südlich gelegenen Höhlen heißen Jons Sovekammer (Johns Schlafzimmer), Jons Sakristi, Jons Spisestue (Johns Esszimmer) und Jons Madkælder (Johns Lebensmittelkeller).

## Klettern
Am „Hvidkleven“ und direkt an der „Jons Kapel“ ist das Klettern nicht erlaubt, aber etwa 50 Meter südlich davon befinden einige Kletterrouten bis zum 6. Grad (UIAA), darunter die über 70 Meter lange Kletterroute „Jons long marchen“, welche die längste Kletterroute auf Bornholm und in Dänemark ist.

## Die Legende von John
Einer Legende nach war John ein Eremit, der nach Bornholm gesandt wurde, um das Christentum auf die Insel zu bringen. Er ließ sich in einer Höhle in den Felsen nieder. Die Bornholmer waren neugierig zu sehen, wer John war, und besuchten ihn, während er ihnen Geschichten aus der Bibel erzählte. Schließlich besuchten ihn so viele Leute, dass nicht alle in der Höhle Platz fanden. Damit alle seine Geschichten hören konnten, bestieg John den Felsen zu einem natürlichen Aussichtspunkt, genannt Prædikestolen („Predigtstuhl“). Man erzählte sich, dass John auch zu den Möwen und den Wellen predigte.